# ギリェルモ・カーロ

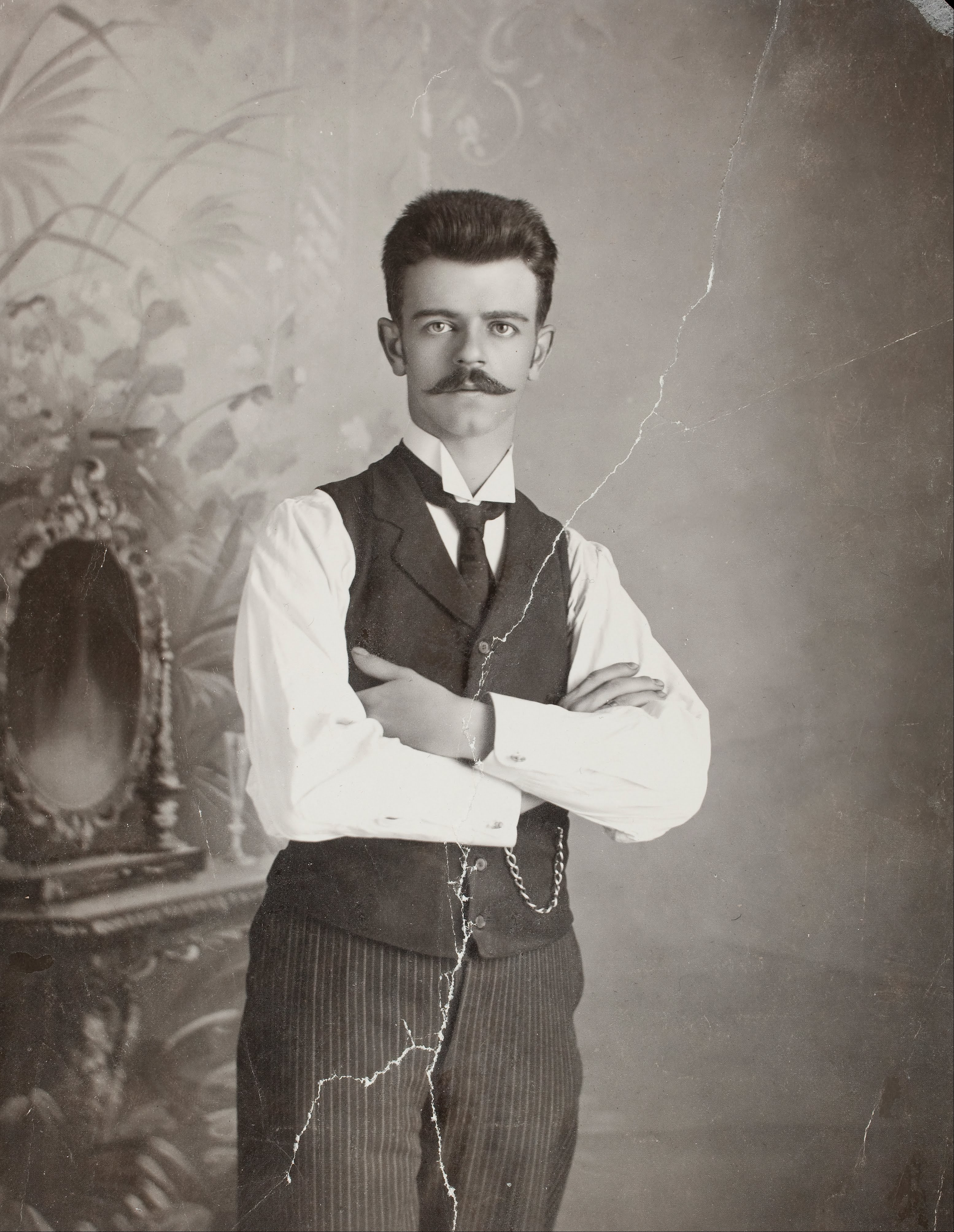
ギリェルモ・カーロ（1920年撮影）

ギリェルモ・カーロ（Guillermo Kahlo、1871年10月26日 - 1941年4月14日）は、ドイツ、メキシコの写真家。メキシコの画家フリーダ・カーロの父親。

## 略歴
ユダヤ系ハンガリー人で、貴金属細工師、宝石商であった父ヤコブ＝ハインリヒ・カーロと母ヘンリエッテ・カウフマンの間に生まれ、ヴィルヘルム・カーロと名付けられてドイツ・バーデンバーデンで育つ。1891年、母親が死去したことをきっかけにメキシコへ渡航した。この際にギリェルモ・カーロと名前を改名している。マリアという名の女性と結婚し、マリア＝ルイザ、マルガリータの2人の娘を儲けるが死別、メキシコ先住民族の血を引くマティルデ・カルデロン＝イ＝ゴンザレスと再婚を果たす。マティルデとの間にはフリーダ、クリスティナという2人の娘を儲けた。
建造物写真家として名が知れるようになってきたころ、スペイン統治時代の記念建造物をまとめて写真目録を作るという仕事が政府より委託され、ギリェルモはメキシコ文化財専門の最初の公式写真家となった。しかしメキシコ革命によってポルフィリオ・ディアスが失墜するとギリェルモも職を失い、非常に貧しい生活を余儀なくされた。
1941年4月14日、心臓発作により死去。